# アルン・ショウリー
アルン・ショウリー（Arun Shourie、1941年11月2日 - ）は、インドの経済学者、ジャーナリスト、作家、政治家である。世界銀行エコノミスト、インド計画委員会コンサルタント、『インディアン・エクスプレス』紙・『ザ・タイムズ・オブ・インディア』紙の編集長、第2次ヴァージペーイー内閣の通信情報技術大臣などを歴任した。1982年にマグサイサイ賞を受賞し、1990年にパドマ・ブーシャン勲章を受章した。
1990年代から2000年代初頭にかけてはヒンドゥー・ナショナリズムの主要な知識人の一人として認識され、著書の中でのイスラム教やキリスト教に関する発言が物議を醸したり、左翼思想家を攻撃するなどしていたが、現在は宗教全般に懐疑的であると同時に、「最も理性に近い」として仏教に親近感を抱いている。この懐疑主義は、障害のある息子を育て、病気の妻の面倒を見てきた経験から生まれたものである。2011年の著書"Does He Know a Mother's Heart: How Suffering Refutes Religion"（彼は母の心を知っているのか: 苦しみが宗教を否定する）では、「人生と、人生によってもたらされるものに対処するためには、仏陀の姿勢が最も役に立つ」と提言している。

## 若年期
ショウリーは1941年11月2日にイギリス領インド帝国のパンジャーブ州ジャランダルで生まれた。妹はジャーナリストのナリーニ・シンである。
デリー大学セント・スティーブンズ・カレッジで経済学の学士号を取得した。1966年、シラキュース大学マックスウェル行政大学院で経済学のPh.D.を取得した。

## 私生活
アニータと結婚し、息子が1人いる。
ショウリーは自分の人生を振り返り、「私が書いたものは、裁判に勝つことを目的とした弁護人の事件日記のようなものだ」と語り、ジャーナリズムに対する意見も述べている。

## キャリア

### 経済学者
シラキュース大学で経済学のPh.D.を取得した後、1967年に世界銀行にエコノミストとして入行し、10年以上勤務した。1972年から1974年にかけてはインド計画委員会のコンサルタントを兼務し、この頃からジャーナリストとしてインドの経済政策を批判する記事を書くようになった。

### ジャーナリスト
1975年、インディラ・ガンジー首相が発令した非常事態宣言の施行中、ショウリーはこれを市民の自由を脅かすものとして反対し、『インディアン・エクスプレス』紙への寄稿を始めた。この新聞を保有するラームナート・ゴーエンカーには、政府の検閲の目が向けられた。1976年、インド社会科学研究評議会のフェローに選出された。1979年1月、ゴエンカはショウリーを『インディアン・エクスプレス』紙の編集長に任命し、ショウリーに紙面を好きなようにしても良いと言った。ショウリーは、報道の自由を求めるキャンペーンを展開し、政府の汚職を暴き、市民の自由を守るために同紙を活用し、知的で大胆不敵なライター兼編集者として評判を集めた。マーサ・ヌスバウムの言葉を借りれば「彼の真実への献身は、あらゆる政治領域で称賛を得た」のである。
ショウリーは「ベテラン・ジャーナリスト」と呼ばれた。1982年、「腐敗、不平等、不正の効果的な敵対者としてペンを使う憂慮すべき市民」としてマグサイサイ賞の報道・文学・創造的情報伝達部門を受賞した。2000年、国際新聞編集者協会の世界報道の自由のヒーローの一人に選ばれた。また、国際エディター・オブ・ザ・イヤー賞や出版の自由賞を受賞している。

### 政治家
ショウリーはインド人民党(BJP)代表としてラージヤ・サバー（上院）のウッタル・プラデーシュ州選出議員候補に指名され、1998年から2004年まで、2004年から2010年までの2期連続で国会議員を務めた。
第2次ヴァージペーイー内閣では投資・通信・情報技術大臣として入閣し、マルチのスズキへの売却、VSNLのタタ・グループへの売却、ヒンドゥスタン・ジンクの売却などを指揮した。
ショウリーは、ラジーヴ・ガンディー政権が、共産主義的暴力を緩和し、ムスリムの票を維持するために提案した1986年の「ムスリム女性（離婚に関する権利の保護）法」(Muslim Women (Protection of Rights on Divorce) Act 1986)に異議を唱えた多くの人々のうちの一人である。政府は、これはインドの憲法上の世俗主義を強化するものだと主張したが、イスラム教徒とヒンズー教徒の両方から広く批判を浴びた。エインズリー・エンブリーによれば、リベラル派はこれを「イスラムの蒙昧主義への屈服、13世紀への逆戻り」と見なし、ヒンズー教復興派の批評家たちは「インドの統一を弱める」と考えた。ショウリーは、クルアーンが要求する女性の扱いは、実際には女性の保護のためにあるにもかかわらず、イスラム法の実際の適用は女性を抑圧しているとする記事を書いた。これは、イスラム教そのものに対する明白な攻撃と受け取られ、批判を浴びた。イスラム学者のラフィーク・ザカリアは、ショウリーのイスラム教改革への関心は、実際には、イスラム女性の窮状をイスラム教コミュニティの後進性の例として用いた、ヒンドゥー教側からの侮蔑を示すものであると述べた。ヴィール・サンフビは、これを「リベラルの顔をしたヒンドゥー排外主義」と呼んだ。
2009年の総選挙でインド人民党が敗北すると、ショウリーは党内の内省と説明責任を求めた。ショウリーは、党内の派閥主義と、自分たちの利益のためにジャーナリストに情報をリークする人たちを非難した。
政治学者のクリストフ・ジェフレローは、ショウリーは「過激なヒンドゥー教のテーマに共感する作家」と評し、ショウリーはヒンドゥー・ナショナリズム組織である民族義勇団(RSS)の目的への支持を公言している。そのため、ショウリーのジャーナリズムを賞賛する人々の中には、不安を覚える人もいる。ショウリーは、2002年のゴドラ列車襲撃事件のようなイスラム教徒の暴力は危険だと考えているが、人々は「ヒンドゥトヴァ」という言葉を再定義する傾向にあると述べている。RSSとつながりがあり、ショウリーも党員であるインド人民党(BJP)の著名なメンバー、特にラール・クリシュナ・アードヴァーニーとアタル・ビハーリー・ヴァージペーイーは、宗派間の憎しみに反対しており、BJPを包括的にしようとする中で、ムスリムとヒンドゥー双方のそうした憎しみを促進する極端な主張をする者を除外しようとしたと言う。
政治学者であるショウリーは、現在の選挙制度は能力や誠実さには関係ないと考えている。ショウリーは「明日のインド・グローバルサミット」という文化会議で自分の見解を強調し、現在の選挙制度に変化をもたらすための圧力は社会からもたらされるべきであると付け加えた。

### 作家
ショウリーには数多くの著書がある。マーサ・ヌスバウムは、ショウリーの著作の特徴を次のように述べている。
明らかに、賢明で決然とした、マックレーカーの創造物である。それらはポレミック的であり、人身攻撃的であり、しばしば非常に荒々しい調子である。しかし、そのスタイルにもかかわらず、これらの本は明らかに、特異ではあっても幅広い学識を持ち、言論と報道の自由に対する情熱を持ち、時事問題の下に潜り込んで根本的な問題を解決しようとする、優れた人物の作品なのである。
ガンディーを除く宗教的な思想家にはほとんど関心がなく、ヌスバウムによれば、彼の著書は「バランスを取ろうとはしない。複雑さの感覚はどこにもない。どれも同じように嘲笑的、優越的な口調である」。
歴史家のD・N・ジャは、NCERT教科書論争に関連したショウリーの著書"Eminent Historians"について、この本には「中傷」が含まれており、「歴史とは何の関係もない」と批判している。

## 著作物
単著
- Symptoms of fascism, New Delhi : Vikas, 1978, 322 p.
- Hinduism : essence and consequence : a study of the Upanishads, the Gita and the Brahma-Sutras, Sahibabad : Vikas House, 1979, 414 p.
- Institutions in the Janata phase, Bombay : Popular Prakashan, 1980, 300 p.
- Mrs Gandhi's second reign, New Delhi : Vikas ; New York : Distributed by Advent Books, 1983, 532 p.
- The Assassination & after, New Delhi : Roli Books Internat., 1985, 160 p.
- On the current situation : new opportunities, new challenges, Pune : New Quest, 1985, 57 p.
- Religion in Politics, New Delhi : Roli Books, 1987, 334 p.
- Individuals, institutions, processes : how one may strengthen the other in India today, New Delhi, India ; New York, N.Y., U.S.A. : Viking, 1990, 239 p.
- The State as charade: V.P. Singh, Chandra Shekhar & the rest, New Delhi : Roli Books, 1991, 425 p.
- "The Only fatherland" : communists, "Quit India", and the Soviet Union, New Delhi : ASA Publications, 1991, 204 p.
- These lethal, inexorable laws: Rajiv, his men, and his regime, New Delhi : Roli Books, 1991, 433 p.
- A Secular Agenda: For Saving Our Country, for Welding It, New Delhi : ASA Publications, 1993, 376 p.
- Indian Controversies: Essays on Religion in Politics, New Delhi : Rupa & Co., 1993, 522 p.
- Missionaries in India : continuities, changes, dilemmas, New Delhi : ASA Publications, 1994, 305 p.
- World of Fatwas: Shariah in Action, New Delhi : ASA Publications, 1995, 685 p.
- Worshipping False Gods: Ambedkar, and the facts which have been erased, New Delhi : ASA Publ., 1997, 663 p.
- Eminent Historians: Their Technology, Their Life, Their Fraud, New Delhi : ASA Publ., 1998, 271 p.
- Harvesting Our Souls: Missionaries, Their Design, Their Claims, New Delhi : ASA Publ., 2000, 432 p.
- Courts and Their Judgments: Premises, Prerequisites, Consequences, New Delhi : Rupa & Co., 2001, 454 p.
- Governance And The Sclerosis That Has Set In, New Delhi : ASA Publ., 2005, 262 p.
- Will the Iron Fence Save a Tree Hollowed by Termites?: Defence Imperatives Beyond the Military, New Delhi : ASA Publications, 2005, 485 p.
- Falling Over Backwards: An Essay on Reservations, and on Judicial Populism, New Delhi : ASA : Rupa & Co., 2006, 378 p.
- The Parliamentary System: What We Have Made Of It, What We Can Make Of It, New Delhi : Rupa & Co., 2006, 264 p.
- Where Will All this Take Us?: Denial, Disunity, Disarray, New Delhi : Rupa & Co., 2006, 604 p.
- Are We Deceiving Ourselves Again?: Lessons the Chinese Taught Pandit Nehru But which We Still Refuse to Learn, New Delhi : ASA Publ., 2008, 204 p.
- We Must Have No Price: National Security, Reforms, Political Reconstruction, New Delhi : Express Group : Rupa & Co., 2010, 343 p.
- Does He Know A Mothers Heart : How Suffering Refutes Religion, Noida : HarperCollins, 2011, 444 p.
- Two Saints: Speculations Around and About Ramakrishna Paramahamsa and Ramana Maharishi, Noida : HarperCollins, 2017, 496 p.
- Anita Gets Bail: What Are Our Courts Doing? What Should We Do About Them?, Noida : HarperCollins, 2018, 288 p.
- Preparing For Death, India Viking, 2020, 528 p.

共著
- with Amarjit Kaurn, Raghu Rai et al., The Punjab story, New Delhi : Roli books international, 1984, 199 p.
- with Sita Ram Goel, Harsh Narain, Jay Dubashi and Ram Swarup, Hindu Temples - What Happened to Them Vol. I : A Preliminary Survey, New Delhi : Voice of India, 1990, 191 p.
- with Sita Ram Goel, Koenraad Elst, Ram Swarup, Freedom of expression — Secular Theocracy Versus Liberal Democracy, Voice of India (1998).
- with Arun Jaitley, Swapan Dasgupta, Rama J Jois, Harsh Narain-The Ayodhya Reference:Suprema Court judgment and commentaries, Voice of India(1994)